# Paweł i Barnaba w Listrze (obraz Adriaena van Stalbemta)
Paweł i Barnaba w Listrze – powstały w XVII wieku obraz na blasze miedzianej autorstwa flamandzkiego malarza Adriaena van Stalbemta.
Obraz znajduje się w kolekcji Städel Museum we Frankfurcie nad Menem w Niemczech.

## Tematyka
Flamandzki artysta przedstawił scenę opisaną w Dziejach Apostolskich. Podczas pierwszej wyprawy misyjnej św. Paweł z Tarsu wraz ze św. Barnabą znaleźli się w Listrze. Podczas przemówienia Pawła został uzdrowiony kaleka od urodzenia o bezwładnych nogach. Zebrani, widząc cud, wzięli Pawła za Hermesa, zaś Barnabę za Zeusa. Miejscowy kapłan pogański chciał złożyć w ofierze woły. Paweł z ledwością powstrzymał tłum.
Wydarzenie przedstawione na obrazie stało się tematem dzieł takich mistrzów, jak: Rafael Santi, Bartholomeus Breenbergh, Hans Vredeman de Vries, Gillis Mostaert, Willem de Poorter.

## Opis
Autor przedstawił tłum zgromadzony wokół pogańskiego ołtarza. Tło stanowi widok miejski z całkowicie zaciemnioną budowlą, zajmującą prawą górną część obrazu. Apostołowie stoją do siebie plecami. Paweł gestykuluje, wskazując palcem w górę. Kilku kapłanów w ceremonialnych szatach trzyma białego wołu ozdobionego girlandą z kwiatów. Klęczący kapłan trzyma kadzielnicę. Szereg przedstawionych postaci rozmawia ze sobą. Kilku mężczyzn nosi wschodnie nakrycie głowy, jak postać w czerwonej tunice w lewym dolnym rogu, z zielonym turbanem na głowie. Przed ołtarzem leżą drwa. Malarz posłużył się światłocieniem. Van Stalbemt był pejzażystą. Paweł i Barnaba w Listrze to pejzaż ludzki, w którym bogactwo strojów przedstawionych postaci zastępuje różnobarwność natury